# Sephena parena
Sephena parena är en insektsart som beskrevs av Medler 2000. Sephena parena ingår i släktet Sephena och familjen Flatidae. Inga underarter finns listade i Catalogue of Life.